# Lyreus septemstriatus
Lyreus septemstriatus là một loài bọ cánh cứng trong họ Zopheridae. Loài này được Fancello & Leo miêu tả khoa học năm 1991.